# Il geloso avaro
Il geloso avaro è un'opera teatrale in tre atti in prosa di Carlo Goldoni del 1753, rappresentata per la prima volta con successo a Livorno durante l'estate dello stesso anno e quindi messa in scena con scarso esito a Venezia in autunno per inaugurare la nuova stagione teatrale del Teatro San Luca della famiglia Vendramin, dopo la collaborazione quinquennale con il Teatro Sant'Angelo. Goldoni attribuì l'insuccesso veneziano all'inadegutezza dell'attore principale. Successivamente la commedia divenne una delle favorite dell'attore Francesco Rubini che la rappresentò con ottimi riscontri a Genova e in altre città.
Il carattere principale, debitore de L'avaro di Molière, era già comparso ne Il vero amico del 1750.

## Trama
Napoli. L'usuraio Pantalone, avaro e geloso della moglie Eufemia, è un donnaiolo che finisce per cacciarsi nei guai. Citato in tribunale, viene salvato dall'intervento del suocero Balanzoni. Pantalone decide infine di cambiare vita.

## Poetica
Per il personaggio principale, il commediografo veneziano aveva tratto spunto da una persona vera, un fiorentino dominato da due vizi egualmente odiosi (l'avarizia e la gelosia), e che per il contrasto delle sue passioni si trovava spesso in condizioni veramente comiche. Scrisse Goldoni nella prefazione all'edizione a stampa: È una cosa ben bizzarra vedere un marito eccessivamente geloso ricevere un vassoio di argento con cioccolata, o una boccetta d'oro piena d'acqua odorosa, e poi tormentar la moglie per aver dato motivo ai suoi adoratori di farle simili doni. La malvagità di questo carattere è, parlando schietto, ripugnante.

## Adattamenti
Nel 1958, dalla commedia fu tratto il film Il geloso avaro, diretto e interpretato da Cesco Baseggio.